# Стил, Джо
Джо Стил (англ. Joe Steele; род. 1992) — английский профессиональный игрок в снукер.

## Биография и карьера
Родился 25 ноября 1992 года.
12 декабря 2014 года на Lisbon Open в матче со Стилом Бен Уолластон сделал свой единственный максимальный брейк.